# Abendsichtbarkeit
Als Abendsichtbarkeit wird in der Astronomie die Sichtbarkeitsperiode der Planeten in den Stunden nach Sonnenuntergang bezeichnet, im Speziellen jene der inneren Planeten Merkur und Venus in ihrer Phase als Abendstern. Sie wiederholen sich bei Merkur 3 bis 4× im Jahr und bei Venus etwa alle 1,6 Jahre, doch haben sie je nach Jahreszeit unterschiedliche Dauer und Qualität.
Generell sind die Abendsichtbarkeiten aller Planeten im Frühjahr günstiger als im Herbst, weil die Ekliptik steiler zum westlichen Horizont steht und die Höhenwinkel daher größer sind.
Im Gegensatz dazu sind ihre Morgensichtbarkeiten im Herbst deutlich günstiger.